# Т-дуальность
T-дуа́льность — симметрия в теории струн, применимая к струнным теориям типа IIA и IIB и двум гетеротическим струнным теориям. Преобразования Т-дуальности действуют в пространствах, в которых по крайней мере одна область имеет топологию окружности. При таком преобразовании радиус R этой области меняется на 1/R, и «намотанные» состояния струн меняются на высокоимпульсные струнные состояния в дуальной теории.
Например, начнём с IIA струны, «намотанной» один раз вокруг рассматриваемой области. Согласно T-дуальности, она будет отображаться как IIB струна с импульсом в этой области. IIA струна с топологическим числом (числом оборотов вокруг области) равным двум («намотанная» дважды) будет отображаться как IIB струна с двойным импульсом и т. д.
Квадрат массы замкнутой струны равен:
{\displaystyle m^{2}={\frac {4N}{\alpha '}}+{\frac {n^{2}}{R^{2}}}+{\frac {w^{2}R^{2}}{\alpha ^{\prime 2}}}}
инвариантен при обмене {\displaystyle R\leftrightarrow \alpha '/R,\quad n\leftrightarrow w}, а взаимодействия и все другие физические явления также, как может быть показано, инвариантны. T-дуальность, влияющая на D-браны, меняет их размерность на +1 или −1.
Эндрю Стромингер, Шин-Тун Яу и Эрик Заслоу показали, что зеркальную симметрию можно рассматривать как T-дуальность, применённую к трёхмерным тороидальным слоям пространства Калаби — Яу.